# Sérgio Roveri
Sérgio Roveri (Jundiaí, estado de São Paulo) é um jornalista e dramaturgo brasileiro. Como jornalista trabalhou no Jornal da Tarde  e há cerca de três anos vem escrevendo peças de teatro.

## Biografia
Sua primeira peça teatral foi Vozes Urbanas, à qual se seguiu Horário de Visita, um drama familiar que marcou a volta de Alberto Guzik para os palcos como ator, este um festejado diretor de teatro, professor, escritor e também jornalista.
A terceira peça de Sérgio Roveri, O Encontro das Águas, fez longa carreira de sucesso, tendo recebido diversos prêmios em Festivais de Teatro. Nessa peça despontaram os atores José Roberto Jardim e Pedro Henrique Moutinho, sob a direção de Alberto Guzik.
Seguiram-se a estas várias outras peças, algumas das quais já encenadas, outras ainda inéditas, ou que foram até agora objeto apenas de leituras dramáticas, como  A Vida que pedi, adeus e O Funil do Brasil, esta última também lida dramaticamente no Auditório da Folha de S.Paulo, sob a direção de Paulo Autran.
Em seguida vieram a comédia O Eclipse, que foi aplaudida por Jô Soares e lotou o espaço 2 d'Os Satyros, na Praça Rooselvet, em São Paulo. E mais recentemente Abre as Asas Sobre Nós, livremente inspirada no pungente conto Bárbara, de Dráuzio Varela, e que também fez temporada no Espaço 2 d'os Satyros. Avesso a badalações, o cânone do teatro nacional, Antunes Filho, aplaudiu efusivamente o espetáculo afirmando: é uma das grandes promessas da nova geração de dramaturgos.

## Prêmios
- 1º lugar no Prêmio Funarte de Dramaturgia 2005 - Peça "Com vista para dentro"
- 5º Prêmio "Cidadania em Respeito à Diversidade"" - Peça - "Horário de visita"
- Prêmio Diversidade e Cidadania - Peça - "Horário de visita"
- Prêmio Shell de Teatro - Melhor Autor pelo texto de  "Abre as Asas Sobre Nós"

## Publicações
Sérgio Roveri é também autor do livro Gianfrancesco Guarnieri: um Grito Solto no Ar da editora Imprensa Oficial SP. Neste livro o autor traça um perfil de Guarnieri e conta uma pouco da história de vida deste que foi um dos maiores atores brasileiros.
Participa também do livro Os Cem Menores Contos Brasileiros do Século publicado pela editora Ateliê.